# Aloe penduliflora
Aloe penduliflora là một loài thực vật có hoa trong họ Măng tây. Loài này được Baker mô tả khoa học đầu tiên năm 1888.